# Copris simplex
Copris simplex là một loài bọ cánh cứng trong họ Bọ hung (Scarabaeidae).